# پیتر جکوبسن
پیتر اس. جکوبسن (به انگلیسی: Peter Jacobson) یک بازیگر، فیلم و سریال آمریکایی است.

## اوایل زندگی و تحصیلات
جکوبسن در یک خانواده یهودی در شهر شیکاگو، ایلینوی زاده شد و پدر او، والتر جکوبسن، یک گزارشگر روزنامه است. او در سال ۱۹۸۷ از دانشگاه براون فارغ‌التحصیل شد. وی همچنین در مدرسه جولایرد نیز تحصیل می‌کرده‌است که در آنجا عضو یک گروه درام به نام ' 'گروه ۲۰ ' ' بوده‌است. (۱۹۸۷–۱۹۹۱)

## فیلم‌ها

### فیلم‌های سینمایی
| سال  | عنوان                   | نقش              | یادداشت‌ها                                                  |
| ---- | ----------------------- | ---------------- | ---------------------------------------------------------- |
| ۱۹۹۴ | It Could Happen to You  | گزارشگر تلویزیون |                                                            |
| ۱۹۹۶ | Ed's Next Move          | صاحب کافی شاپ    |                                                            |
| ۱۹۹۷ | Private Parts           | وکیل             |                                                            |
| ۱۹۹۷ | Commandments            | بانکدار          |                                                            |
| ۱۹۹۷ | تئوری توطئه             | ناظر دوربین مخفی |                                                            |
| ۱۹۹۷ | ساختارشکنی هری          | گلدبرگ/شخصیت هری |                                                            |
| ۱۹۹۷ | بهتر از این نمی‌شه       | مرد پشت میز      | با بازیگر سریال دکتر هاوس لیزا ادلستینپشت میز نشسته‌اند.]]. |
| ۱۹۹۸ | قیمتی بالای یاقوت       | اسکونل           |                                                            |
| ۱۹۹۸ | آرزوهای بزرگ            | مرد پشت تلفن     |                                                            |
| ۱۹۹۸ | Mixing Nia              |                  |                                                            |
| ۱۹۹۸ | A Civil Action          | نیل جیکبز        |                                                            |
| ۱۹۹۹ | Hit and Runway          | الیوت اسپرینگر   |                                                            |
| ۱۹۹۹ | Cradle Will Rock        | سیلوانو - عمو    |                                                            |
| ۲۰۰۰ | Looking for an Echo     | مارتی پیرل استین |                                                            |
| ۲۰۰۱ | Life with David J       |                  |                                                            |
| ۲۰۰۱ | Roomates                | اریک             |                                                            |
| ۲۰۰۱ | ۶۱*                     | آرتی گرین        |                                                            |
| ۲۰۰۱ | Get Well Soon'          | ناتان            |                                                            |
| ۲۰۰۲ | امید واهی               | آرنی هافلیتز     |                                                            |
| ۲۰۰۲ | Showtime                | برد اسلوکام      |                                                            |
| ۲۰۰۲ | راهی به سوی جنگ         | آدام یارمولینسکی |                                                            |
| ۲۰۰۴ | Strip Search            | جان اسکنلون      |                                                            |
| ۲۰۰۵ | شب به خیر و موفق باشید. | جیمی             |                                                            |
| ۲۰۰۵ | Domino                  | بارک بکت         |                                                            |
| ۲۰۰۶ | شکست در اجرا            | انباردار قایق    |                                                            |
| ۲۰۰۶ | The Passage             | جکوب اشلوتز      |                                                            |
| ۲۰۰۷ | The Memory Thief        | آقای فریمن       |                                                            |
| ۲۰۰۷ | جان‌سخت ۴                | شریک جرم مگی     | بدون اعتبار                                                |
| ۲۰۰۷ | بنفش بنفشه‌ها            | مونروئه - مأمور  | بدون عتبار                                                 |
| ۲۰۰۷ | Transformers            | آقای هازنی       | صداگذاری                                                   |
| ۲۰۰۸ | چه اتفاقی افتاده‌است؟    | کل               |                                                            |
| ۲۰۰۸ | Midnight Meat Train     | اوتو             |                                                            |
| ۲۰۱۱ | ماشین‌ها ۲               | ایسر             | صداگذاری                                                   |
| ۲۰۱۱ | درخشان‌ترین ستاره        |                  |                                                            |

### تلویزیون
| سال       | عنوان                           | نقش                                          | یادداشت‌ها |
| --------- | ------------------------------- | -------------------------------------------- | --- |
| ۱۹۹۳      | NYPD Blue                       | گزارشگر شماره ۱                              | ۱ قسمت ("۴B or Not 4B") |
| ۱۹۹۴ ۲۰۰۶ | قانون و نظم                     | دکتر کارل استین رندالف ج. رندی Dworkin, Esq. | یک قسمت ("Doubles") سه قسمت ("Chosen"; "Bounty"; "Thinking Makes It So") |
| ۱۹۹۷      | Oz                              | کارلتون ایرلبک                               | یک قسمت ("Capital P") |
| ۱۹۹۷      | Spin City                       | گرگ مولینز                                   | ۱ episode ("Porn in the U.S.A.") |
| ۲۰۰۰      | Talk to Me                      | سندی                                         | سه قسمت ("About Makeovers"; "About Being Gay"; "About Taking It Like a Man") |
| ۲۰۰۰–۲۰۰۱ | Bull                            | جاش کاپلان                                   | پنج قسمت ("Blood, Flopsweat and Tears"; "One Night in Bangkok"; "Appearance of Impropriety"; "Love's Labors Lost"; "White Knight")                                                                    |
| ۲۰۰۱      | ویل و گریس                      | پاول بدنیک                                   | یک قسمت ("Mad Dogs and Average Men") |
| ۲۰۰۱      | Gideon's Crossing               | جاش استینمن                                  | یک قسمت ("The Way") |
| ۲۰۰۱      | Third Watch                     | کارآگاه هال                                  | یک قسمت ("Childhood Memories") |
| ۲۰۰۳      | A.U.S.A.                        | جفری لاورنس                                  | هشت قسمت ("Pilot"; "Rich Man, Poor Man"; "12 Happy Grandmothers"; "Till Death Do Us Part"; "The Joint Report... A Love Story"; "Walter's First Lawsuit"; "Sullivan; Rakoff, & Associate"; "The Kiss") |
| ۲۰۰۳      | Ed                              | جف فاستر                                     | یک قسمت ("Goodbye Stuckeyville") |
| ۲۰۰۴      | ER                              |                                              | یک قسمت ("The Student") |
| ۲۰۰۴      | Method and Red                  | بیل بلافورد                                  | یک قسمت ("Something about Brenda") |
| ۲۰۰۵      | امید و ایمان                    | آرون ملویل                                   | دو قسمت ("Wife Swap": Parts ۱&۲) |
| ۲۰۰۵      | سی‌اس‌آی: میامی                   | جرج همت                                      | یک قسمت ("Payback") |
| ۲۰۰۶      | Love Monkey                     | مرد پیام رسان                                | یک قسمت ("Confidence") |
| ۲۰۰۶      | Scrubs                          | آقای فاستر                                   | یک قسمت ("My Big Bird") |
| ۲۰۰۶      | ذهن‌های مجرم                     | مایکل رایر                                   | ۱یک قسمت ("Somebody's Watching") |
| ۲۰۰۶      | In Justice                      | یارمولک جیک                                  | پنج قسمت ("Pilot"; "Golden Boy"; "Victims"; "Side Man"; "Crossing the Line") |
| ۲۰۰۶      | The Lost Room                   | والی جابروسکی                                | سه قسمت ("The Eye and the Occupant"; "The Comb and the Box"; "The Key and the Clock") |
| ۲۰۰۶      | انتورایج                        | مدیر استودیو                                 | یک قسمت ("The Release") |
| ۲۰۰۷      | بوستون لیگال                    | رندی گولدن                                   | یک قسمت ("Guantanamo by the Bay") |
| ۲۰۰۷      | The Starter Wife                | کنی کاگان                                    | شش قسمت ("Hour 1"; "Hour 2"; "Hour 3"; "Hour 4"; "Hour 5"; "Hour ۶") |
| ۲۰۰۷–۲۰۱۲ | دکتر هاوس                       | دکترکریس تاوب                                | از نقش‌های اصلی (فصل ۴-فصل ۸); صد و شانزده قسمت |
| ۲۰۰۹–۲۰۱۰ | Royal Pains                     | الان رایتر                                   | دو قسمت ("The Honeymoon's Over"; "Medusa") |
| ۲۰۱۱      | همسر خوب                        | مایکل کهین                                   | یک قسمت ("A New Day") |
| ۲۰۱۲      | Iron Chef America               | خودش (داور مهمان)                            | یک قسمت ("Simon vs. Yagihashi") |
| ۲۰۱۲      | قانون و نظم: واحد قربانیان ویژه | بارت گنزل                                    | سه قسمت ("Rhodium Nights"; "Lost Reputation"; "Above Suspicion") |